# 三裂山矾
三裂山矾（学名：Symplocos fordii）为山矾科山矾属下的一个种。